# Vénus du Mas d'Azil
La Vénus du Mas d'Azil est une figurine féminine du Paléolithique supérieur, découverte en 1888 en Ariège. On estime son âge à 15 000 ou 16 000 ans, ce qui correspond à la période du Magdalénien.

## Historique
La Vénus du Mas d'Azil a été découverte en 1888 par Édouard Piette dans la grotte du Mas-d'Azil (commune du Mas-d'Azil), en Ariège.

## Description
La figurine a été taillée dans une dent de cheval et mesure 5,1 cm de long, est large de 1,7 cm et son épaisseur est de 1,3 cm.

## Conservation
Elle est aujourd'hui conservée au musée d'Archéologie nationale à Saint-Germain-en-Laye.